# Твістер

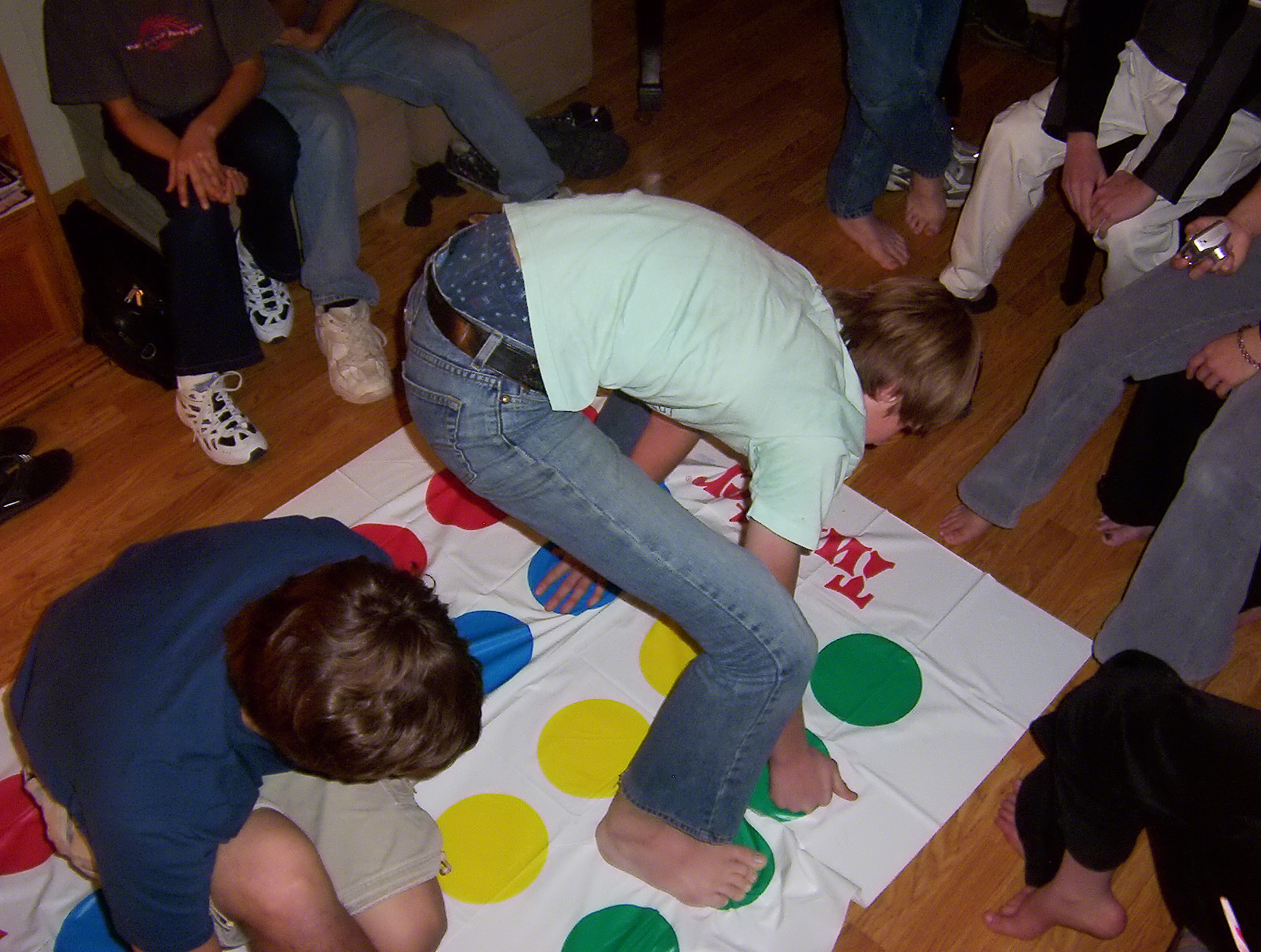
Під час гри в твістер

Твістер (Twister) — це рухлива гра, придумана Hasbro Games.

## Опис
Ігрове поле з розмірами 160x140 см (це розмір оригінальної гри від Hasbro, але у інших виробників розмір може відрізнятися) складається з низки кольорових кіл великого розміру   (бл. 30 см в діаметрі). У твістер грають на полівінілхлоридному полі, розстеленому на підлозі або на землі. На полі зображені великі кольорові круги (червоний, жовтий, синій, і зелений) в чотири ряди по шість штук в кожному. Спеціальна рулетка прикріплена до квадратної дошки і служить генератором випадковості. Рулетка розділена на чотири секції: права нога, ліва нога, права рука, і ліва рука. Кожна секція підрозділена на чотири кольори. Після обертання називається комбінація (наприклад: права рука на жовте) і гравці повинні рухати їх відповідну руку або ногу в точку належного кольору. У грі на двох учасники не можуть одночасно ставити руку або ногу в один і той же круг. Правила можуть розрізнятися для більшої кількості людей.